# クラッシャブルゾーン
クラッシャブルゾーン（英：Crushable zone, Crush space）またはクランプルゾーン（英：Crumple zone）は、衝突時に潰れることでそのエネルギーを吸収し、人や荷物、機械などを保護する働きを持つ空間や部分のことである。

## 概要
クラッシャブルゾーンは、その仕組み上あえて潰れやすく造ってある。車両などで万が一の事故時に、衝突箇所がクラッシャブルゾーンであれば、その部材が変形することで衝突時のエネルギーを効果的に吸収し、かつ、他の構造材へと伝えて分散する。
「ミスター・セーフティ」の異名を持つメルセデス・ベンツの天才エンジニア、ベラ・バレニーがベンツ入社前の1937年に思いついたもので、1952年にコンセプトが具体化され、メルセデス・ベンツが特許を取得した（ドイツ特許第854157号）。

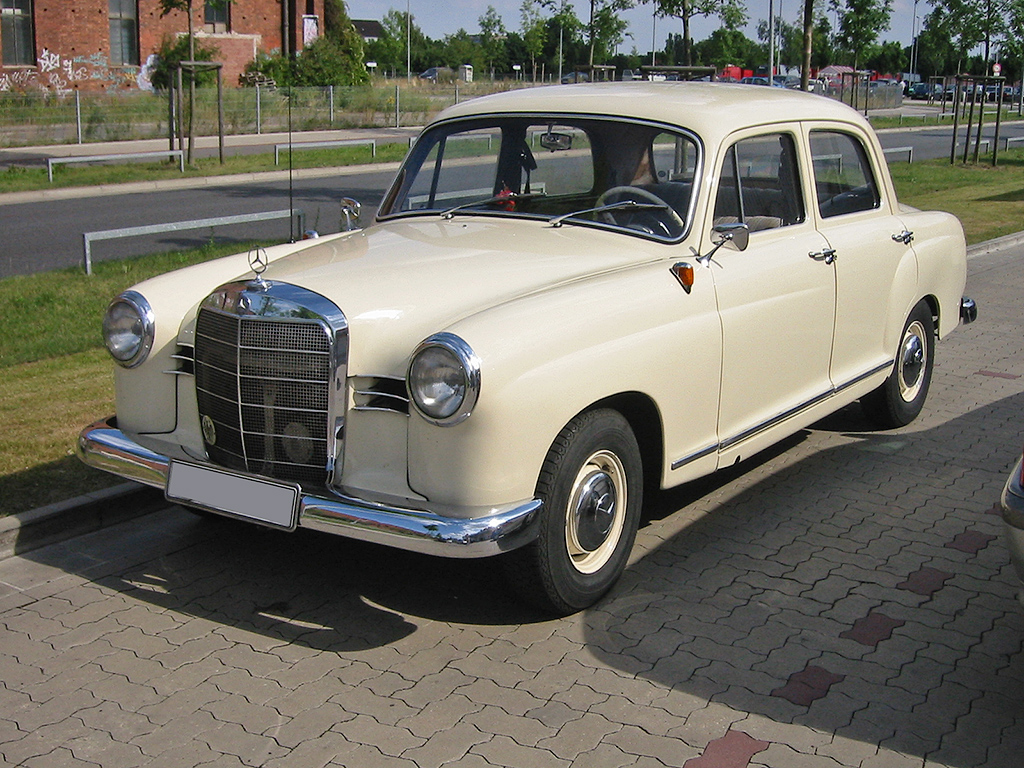
メルセデス・ベンツ・W120

1953年発売のメルセデス・ベンツ・W120「Ponton」に一部が取り入れられ、1959年のメルセデス・ベンツ・W111 フィンテールのセダン型において完成を見た。当初は自動車においてのみ採用されたが、後に鉄道車両にも取り入れられた。
単純に潰れやすくしてあるわけではなく、潰れる過程におけるエネルギー消費や、力の方向と分散の割合を綿密に計算して設計されている。自動車などで軽度の衝突による変形をボディー修正（フレーム修正）や板金修理で修復した場合、外見上は元通りに見えても部分的に強度が変わって設計通りに潰れない可能性がある。このため、例えばフロントインナーフェンダーのように、部品メーカーで組み立てられて一体構造となったものは、ASSY単位での交換となることもある。また、軽自動車やコンパクトカーなどを中心に、エンジンのシリンダーブロックやトランスミッションなどのパワートレイン自体にクッション材の機能を持たせることで、衝撃吸収力をさらに高めている車種も登場している。そのため、衝突時にこれらの機器が大きく損傷し、経済的全損に至るケースが増加している。
衝突時のエネルギーが増すにつれてクラッシャブルゾーンの変形度合いも大きくなる。当然のことではあるが、クラッシャブルゾーンで吸収できるエネルギーを超えた場合は、エネルギーを分散する要素が他にない限り、生存空間（セーフティゾーン、サバイバルゾーン）などの非クラッシャブルゾーンにまで変形が及ぶ。

## 具体例

### 自動車
- ボンネット、フロントホイール、アルミニウム製シリンダーブロック、エンジンマウント、トランスミッション - わざと潰れやすくして、衝撃を吸収する。また、ボンネットの短い軽自動車やミニバンなどでは、JR西日本の鉄道車両でも用いられている「ともえ投げ方式」[注 3]を併用した車種も多く見られる[4]。
- タンクコンテナ車では、コンテナシャシをタンク本体よりも長くすることで、追突事故発生時のタンク本体へのダメージを最小限に抑える設計となっている。
- 大型バス車両では、前方の乗降口部分と後部のエンジンルームがクラッシャブルゾーン、床面が嵩上げされた運転席部分と客室のフロントタイヤハウスおよびエンジンルームの直上がサバイバルゾーンとなっている。

### 鉄道車両

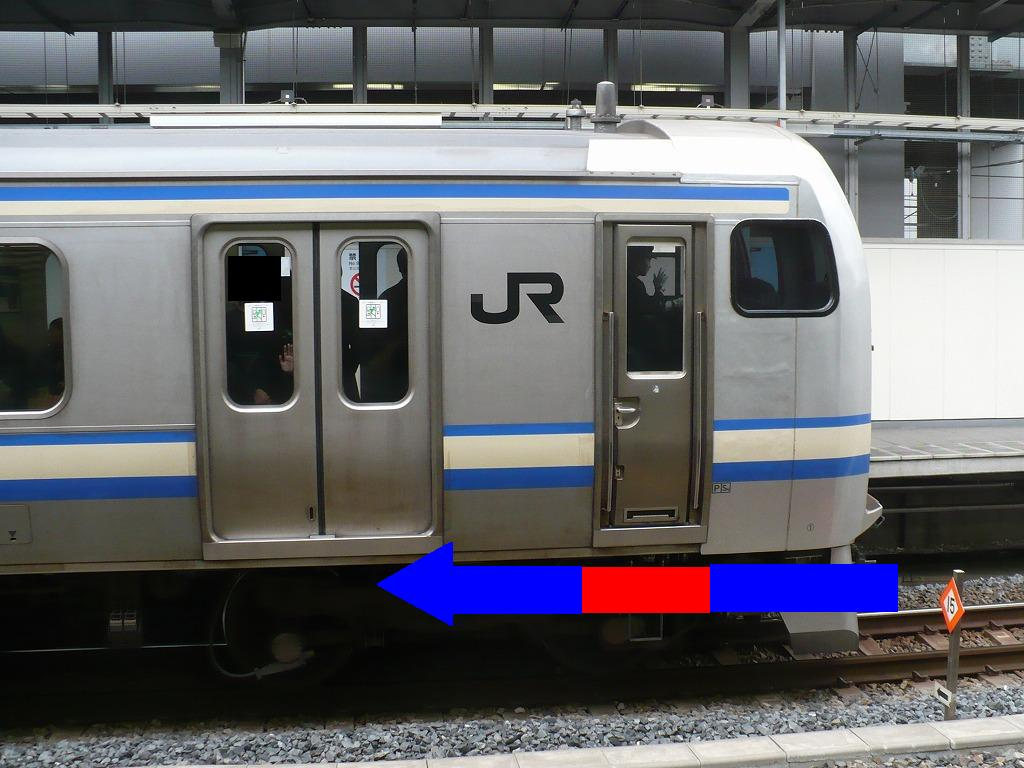
JR東日本E217系電車
先頭部（右側の青のラインで図示した範囲）が乗務員室サバイバルゾーン、乗務員室扉部（中央の赤のラインで図示した範囲）がクラッシャブルゾーン、客室部（左側の青のラインで図示した範囲）が客室サバイバルゾーンとなっている。

- タンク車 （タンク体より台枠を長くすることでタンク体が潰れないようにしている）
- E217系以降にJR東日本が開発した在来線電車の運転室 （一部例外あり）は、前後に大きな空間を有する。これは、1992年9月14日に成田線で起きた大菅踏切事故で、被災した国鉄113系電車の運転席が大きく潰れて変形したため、運転士の救出に手間取り搬送途中に殉職してしまったことがきっかけである。クラッシャブルゾーンの確保とともに、救出時間のさらなる短縮を図るため、運転士席背後の客室との仕切り壁に「非常救出口」も設置された。以後、同社の標準となっており、本形式をベースに開発された私鉄車両（相鉄11000系電車等）でも導入されている。
  - その後2008年9月8日に青梅線で起きた踏切事故では、該当列車に充当されていたE233系が衝撃吸収構造やクラッシャブルゾーンを備えていたため、乗員乗客に死傷者を出さずに済んでいる。
  - 2014年2月23日に京浜東北線川崎駅構内で発生した工事用車両との衝突事故では、E233系の1両目(10号車)・2両目(9号車)が脱線・横転し、特に1両目が激しく損傷したが、乗っていた乗務員2人は軽傷であった。
  - 2023年8月5日に東海道線大船駅構内での架線柱との衝突事故でも、E231系の1両目(15号車)が前面を中心に大きく損傷したが、負傷者は5名(運転士含む)で済んだ。
- 731系・キハ201系以降のJR北海道の鉄道車両は衝撃吸収構造を有した高運転台構造となっている。これは1991年1月8日に日高本線で起きた勇払沼ノ端通踏切事故で、キハ130系の運転席が大きく潰れて変形し、運転士が両足切断の重傷を負ったことがきっかけである。
  - 2010年1月29日に特急「スーパーカムイ」24号がダンプカーと衝突し、25名の負傷者を出した函館本線踏切事故では、当該列車に充当されていた789系は衝撃吸収構造を有していたため、客室と運転台への影響は最小限に抑えられた。
- JR西日本225系電車 - 運転台上部に衝撃吸収構造を有する。衝撃を水平方向に逃がすJR東日本やJR北海道、相鉄とは異なり、JR西日本では衝撃を上方=垂直方向に逃がす構造であり「ともえ投げ方式」と呼ばれる[5]。同種の構造は521系3次車や227系、通勤形車両の323系、特急形車両の287系、キハ189系でも採用されている。
- 香港MTR（九広鉄路）SP1900形電車 - 車体端部に機器室を兼ねた衝撃吸収スペースを有する。

### 機械・道具類
- ノートパソコン - 外周部にあえて空間を確保し、落下衝撃時に外装が壊れても中の基板やHDDへの衝撃を緩和する設計思想を持つ機種がある（ThinkPad、Let's note、TOUGHBOOKなど）。